# كيث توزر
كيث توزر (بالإنجليزية: Keith Tozer)‏ هو مدرب كرة قدم ولاعب كرة قدم أمريكي في مركزي الدفاع والوسط، ولد في 4 أبريل 1957 في غروس بوينت في الولايات المتحدة. لعب مع بيتسبرغ سبيريت ‏.